# Richard Roy Maconachie
Richard Roy Maconachie (* 3. September 1885; † 1962) war ein britischer Kolonialbeamter, Diplomat und BBC-Funktionär.

## Leben

### Ausbildung, Kolonialbeamter und Diplomat
Maconachie erhielt seine Schulbildung in Tonbridge und studierte am University College der University of Oxford. Nach dem Examen 1908 wurde er vom Indian Political Service als Kolonialbeamter eingestellt und traf im November des Folgejahres in Britisch-Indien ein. Er arbeitete als Assistant Commissioner in Punjab, Peschawar, North West Frontier, Bannu und Dera Ismail Khan. Von 1917 bis 1919 leistete er Militärdienst. Anschließend hatte er die Position des First Assistant of Agent to Governor-General in Rajputana inne. 
1920 war Maconachie als Counsellor der Gesandtschaft in Kabul tätig. Später folgten Verwendungen als Deputy Commissioner in Hazara (1926) und Political Agent in Kurram (1928). 
Nach dem Beginn des Afghanischen Bürgerkrieges des Jahres 1929 kehrte der damals im Exil lebende Mohammed Nadir Schah über Britisch-Indien in seine Heimat zurück. Kurz vor der Grenze traf ihn Richard Roy Maconachie und sprach mit ihm. Nadir Schah reiste daraufhin weiter, sammelte Truppen hinter sich und gewann den Bürgerkrieg. Nach dem Ende der bewaffneten Auseinanders wurde Ende 1929 Maconachie zum Gesandten in Afghanistan ernannt. Diese Funktion übte er von März 1930 bis März 1935 aus.
1926 wurde Maconachie zum Companion of the Order of the Indian Empire ernannt und 1931 als Knight Commander of the Order of the British Empire nobilitiert. Im Juli 1937 beendete er seine Tätigkeit für den Indian Political Service.

### BBC-Funktionär
1936 wurde Maconachie zum Head of Talks bei der BBC ernannt. Maconachie verschob den Fokus der BBC auf ein jüngeres Publikum und brach mit dem angeblichen "Intellektualismus" des ersten Jahrzehnts der BBC. Seine Ernennung wurde als politischer „Rechtsschwenk“ angesehen.
1941 stieg er zum Controller der Home Division der BBC auf und behielt diesen Posten bis zum Jahr 1945.